# 엄마, 아빠 좋아
《엄마, 아빠 좋아》는 1979년 5월 26일부터 같은 해 9월 23일까지 방영된 문화방송 주말연속극으로, 한 가족의 얽히고 설킨 이야기를 코믹터치로 그린 홈 드라마이다.

## 등장 인물
- 김혜자 (미연) : 오탁수 부인
- 오지명 (오탁수) : 미연의 남편
- 이정길
- 김영애
- 김보연
- 김무생 (풍작) : 미연 오빠, 오탁수 처남
- 김소원
- 박근형
- 남능미
- 김영옥
- 나문희
- 이계인
- 김광배
- 신민경
- 한미영
- 김주영
- 유경숙
- 김애경
- 최은숙
- 김수미
- 유명옥
- 임채무
- 안재은

## 제작진
- 극본 : 김수현
- 연출 : 유흥렬
- 주제가 작사 ㆍ 작곡 : 강흥식
- 노래 : 장은아, 김현숙, 김진희
- 디자인 : 김건일
- 타이틀 : 김양배
- 소품 : 윤상준
- 분장 : 박수명
- 의상 : 장기옥
- 미용 : 오순정
- 음악 : 조문형
- 영상 : 신원호
- 음향 : 김광곤
- 조명 : 오상돈, 고희철
- 녹화 : 장영준
- 카메라 : 임이랑, 이근철, 김용남
- 기술감독 : 안계홍
- 조연출 : 박복만

## 수상
- 1979년 MBC 연기대상 TV부문 주연상 - 오지명

## 결방 사유 및 편성 변경
- 6월 2일 : MBC 서울국제가요제 실황중계 방송으로 결방
- 8월 25일 : MBC 대학가요제 방송으로 결방
- 9월 8일 : 특집 MBC 권투 WBC 플라이급 타이틀전 〈박찬희 VS 미겔 칸토〉 중계방송으로 순연되어 저녁 8시 45분부터 방영